# Donja Fuštica
Fushticë e Ulët en albanais et Donja Fuštica en serbe latin (en serbe cyrillique : Доња Фуштица) est une localité du Kosovo située dans la commune/municipalité de Gllogoc/Glogovac, district de Pristina (Kosovo) ou district de Kosovo (Serbie). Selon le recensement kosovar de 2011, elle compte 1 066 habitants.

## Histoire
Sur le territoire du village se trouvent les vestiges d'une église remontant aux XIVe-XVIe siècles ; mentionnés par l'Académie serbe des sciences et des arts, ils sont inscrits sur la liste des monuments culturels du Kosovo.

## Démographie

### Évolution historique de la population dans la localité
| 1948 | 1953 | 1961 | 1971 | 1981 | 1991 | 2011  |
| ---- | ---- | ---- | ---- | ---- | ---- | ----- |
| 250  | 274  | 323  | 410  | 573  | 729  | 1 066 |

|  |

### Répartition de la population par nationalités (2011)
En 2011, les Albanais représentaient 99,81 % de la population.